# Axiocerses evadrus
Axiocerses evadrus är en fjärilsart som beskrevs av Fabricius 1787. Axiocerses evadrus ingår i släktet Axiocerses och familjen juvelvingar. Inga underarter finns listade i Catalogue of Life.